# Антоновка (Камско-Устьинский район)
Анто́новка — село в Камско-Устьинском районе  Республики Татарстан Российской Федерации. Входит в состав Красновидовского сельского поселения.

## География
Село расположено на правом берегу Волги (Куйбышевское водохранилище) на возвышенности Юрьевы горы, в 18 километрах к северо-западу от посёлка городского типа Камское Устье.  

Улицы: Колхозная, Ленина, Мира

## История
Село основано в середине XVII века свияжским дворянином Антоном Савельевым на землях, подаренных ему царём Алексеем Михайловичем. 
С 1695 года село, в котором насчитывалось 20 дворов, стало принадлежать Казанскому архиерейскому дому. 
В 1763 году крестьяне были переведены в разряд экономических, в 1841 — государственных. Занимались земледелием, разведением скота, садоводством, выращиванием лука на продажу, изготовлением коробов для яблок, нанимались на работу на Казанский пороховой завод. Важнейшим промыслом была добыча камня и выделка алебастра. 
В начале XX века в Антоновке функционировали Богоявленская церковь (построена в 1842 году), земское училище (открыто в 1884 году), кредитное товарищество, 9 ветряных мельниц, 2 кузницы, 2 крупообдирки, шерстобойка, пароходная пристань, казённая винная, 2 пивные и 7 торговых лавок. В этот период земельный надел сельской общины составлял 2886,1 десятин. До 1920 года село входило в Больше-Янасальскую волость Тетюшского уезда Казанской губернии. С 1920 года в составе Тетюшского кантона ТАССР. С 14 февраля 1927 года в Теньковском, с 20 октября 1931 года в Камско-Устьинском, с 1 февраля 1963 года в Тетюшском, с 12 января 1965 года в Камско-Устьинском районах.

## Население
| 1709 | 1763                  | 1834 | 1859 | 1897 | 1909 | 1926 | 1938 | 1949 | 1958 | 1970 | 1979 | 1989 | 2000 |
| ---- | --------------------- | ---- | ---- | ---- | ---- | ---- | ---- | ---- | ---- | ---- | ---- | ---- | ---- |
| 373  | 238 душ мужского пола | 1141 | 1378 | 2043 | 2152 | 1655 | 1360 | 1073 | 549  | 294  | 188  | 119  | 76   |

По данным Всероссийской переписи населения 2002 года в селе — 89 жителей, преобладающая национальность — русские (93%)

## Экономика
Полеводство.

## Социальная инфраструктура
Начальная школа.

## Памятники и памятные места
- Памятник погибшим в Великой Отечественной войне (1975; ул. Ленина)[4].
- Антоновские овраги — памятник природы регионального значения (1997; вблизи села, на землях Кляринского участкового лесничества)[5].

## Уроженцы
- Пронягин Павел Васильевич (1916—1997) — советский офицер и партизан, командир отряда имени Щорса, действовавшего в оккупированной Белоруссии, почётный гражданин города Бреста.
- Фомагин Григорий Фёдорович (1890—1960) — российский военный лётчик, поручик Российской императорской армии, участник Первой мировой войны и Гражданской войны в России, полный кавалер солдатского ордена Святого Георгия.